# Parachalciope trigonometrica
Parachalciope trigonometrica  là một loài bướm đêm thuộc họ Noctuidae. Nó được tìm thấy ở Châu Phi, bao gồm Kenya.